# Mistrzostwa Europy w Saneczkarstwie 1914
1. Mistrzostwa Europy w saneczkarstwie 1914 odbyły się w austro-węgierskim Reichenbergu (dzisiejszy czeski Liberec) pod auspicjami Międzynarodowej Federacji Sportów Saneczkarskich (ISSV), poprzedniczki Międzynarodowej Federacji Saneczkarskiej (FIL). Rozegrane zostały dwie konkurencje: jedynki oraz dwójki mężczyzn. Była to jedyna impreza w historii saneczkarstwa, rangi igrzysk olimpijskich, mistrzostw świata i europy, na której nie startowały kobiety. W tabeli medalowej najlepsze były Austro-Węgry.

## Wyniki

### Jedynki mężczyzn
| Medal | Zawodnik        | Narodowość   | Czas | Strata |
| ----- | --------------- | ------------ | ---- | ------ |
|       | Rudolf Kauschka | Austro-Węgry |      |        |
|       | Jacob Platzer   | Włochy       |      |        |
|       | Richard Simm    | Austro-Węgry |      |        |

### Dwójki mężczyzn
| Medal | Zawodnicy                    | Narodowość                         | Czas | Strata |
| ----- | ---------------------------- | ---------------------------------- | ---- | ------ |
|       | Erwin Posselt/Karl Löbelt    | Austro-Węgry                       |      |        |
|       | Rudolf Kauschka/Hans Gfäller | Austro-Węgry/ Cesarstwo Niemieckie |      |        |
|       | Arthur Klamt/Bertold Posselt | Austro-Węgry                       |      |        |

Srebrni medaliści Kauschka i Gfäller są jedynymi medalistami w historii niepochodzącymi z jednego kraju.

## Klasyfikacja medalowa
| Miejsce | Państwo              |   |     |   | Razem |
| ------- | -------------------- | - | --- | - | ----- |
| 1.      | Austro-Węgry         | 2 | 0,5 | 2 | 4,5   |
| 2.      | Włochy               | 0 | 1   | 0 | 1     |
| 3.      | Cesarstwo Niemieckie | 0 | 0,5 | 0 | 0,5   |